# Juanetas
Juanetas (oficialmente en catalán, Joanetes) es un antiguo municipio de la comarca de La Garrocha, que en 1968 se fusionó con los antiguos municipios de Bas, San Privat de Bas y La Piña para formar el actual municipio de Vall de Bas. El lugar ya es documentado desde el siglo IX, y formó parte del vizcondado de Bas.
El antiguo municipio de Juanetas tenía una extensión de 26 km² en el sector montañoso que separa la llanura de Bas de los valles de Vidrá (Ripollés) y de Torelló (Osona). Comprenía el pueblo de Juanetas, el vecindario de Can Trona y el antiguo término municipal de Falgars d'en Bas. Juanetas es representado en el escudo del actual municipio de Vall de Bas, en el tercer cuartel, dónde se puede observar la mitra, el báculo y la palma, los atributos de San Román, el patrón del pueblo.

## Demografía
| Gráfica de evolución demográfica de Juanetas entre 1842 y 1960 |
| |
| Población de derecho según los censos de población del INE Población de hecho según los censos de población del INEEntre el censo de 1857 y el anterior, crece el término del municipio porque incorpora a Falgas de Bas Entre el censo de 1970 y el anterior, este municipio desaparece porque se agrupa en el municipio Vall de Bas |

La población de Juanetas ha sido siempre reducida, pero no ha sufrido los altibajos demográficos de otros municipios de la comarca. El censo de hacia el 1380 registraba 13 fuegos, que equivalen, aproximadamente, a unos 60 a 65 hab. El 1553, principalmente debido a las pestes anteriores, sólo tenía 41 hab. En 1718 tenía 113 y en 1787, habían aumentado a 147 hab. En 1860 Juanetas alcanzaba su máximo demográfico con la cifra de 843 hab. El censo de 1900 señalaba que había 580, de 1930 en registraba 688, 633 hab. el 1940 y sólo 414 hab. el 1968.